# Sémonide d'Amorgos
Pour les articles homonymes, voir Simonide (homonymie).
Œuvres principales
- élégies
- iambes

Sémonide ou Simonide d'Amorgós (en grec ancien Σημωνίδης Ἀμοργῖνος / Simōnidēs Amorginos) est avec Hipponax et Archiloque de Paros l'un des trois grands poètes iambiques grecs,. Ses dates d'activité ne sont pas connues avec certitude ; on le place généralement au VIIe siècle av. J.-C.
Son nom se transcrit normalement en « Simonide », du grec Σιμωνίδης / Simōnidēs. La seule source qui écrit son nom Σημωνίδης / Sēmōnidēs est le grammairien byzantin Georges Choeroboscos, qui le sépare ainsi de son homonyme le poète mélique Simonide de Céos,. La convention moderne retient cette orthographe comme moyen de distinction commode.

## Biographie
Sa vie est connue uniquement par deux articles de la Souda, une encyclopédie byzantine du Xe siècle. Fils d'un dénommé Crinos, il est natif de Samos. Il organise la colonisation de l'île d'Amorgós, dans les Cyclades, où il fonde trois cités, Minoa, Égialée et Arcésiné, lui-même s'établissant à Minoa. L'histoire n'est pas nécessairement véridique, car elle rappelle étrangement la biographie d'Archiloque, censé avoir pris part à la fondation de Thasos, colonie de Paros. En outre, seule Minoa est de fondation samienne, Égialée et Arcésiné ayant été fondées par Naxos. L'histoire pourrait avoir été inventée pour réconcilier deux traditions, l'une faisant de Samos la patrie de Sémonide, l'autre citant Amorgós.
La date de son floruit (apogée) n'est pas connue avec certitude. Les chronographes citent plusieurs dates : la 20e olympiade (700-697 av. J.-C.) selon Clément d'Alexandrie, la première année de la 29e olympiade (664 av. J.-C.) selon Jérôme de Stridon dans sa Chronique, la 23e olympiade (688-685 av. J.-C.) selon Cyrille d'Alexandrie. La Souda le place 490 ans après la guerre de Troie, soit au VIIe siècle av. J.-C. Les commentateurs modernes retiennent généralement qu'il est à peu près contemporain d'Archiloque. On a toutefois soutenu que les images retenues par Sémonide dans son poème sur les femmes trahissaient sa connaissance de la théorie ionienne sur les quatre grands éléments ; pour cette raison notamment, Sémonide donc plutôt être placé au VIe siècle av. J.-C.

## Œuvre
La Souda lui attribue une élégie en deux livres, des iambes, une histoire de Samos et d'autres écrits. Aucune de ces œuvres n'a été préservée en intégralité, mais on conserve de lui plusieurs fragments, dont le plus long compte 118 vers. Préservé par une citation de Stobée, c'est un poème Sur les femmes qui constitue la première œuvre misogyne de la littérature occidentale. Sémonide y définit la femme selon dix races, créées par dieu, dont huit se rapportent à des animaux (le chien, l'âne, le porc, le renard, la belette, le singe, la jument, l'abeille) et deux à des éléments (la mer et la terre). La femme-abeille est le seul type de femme que le poète approuve. L'abeille s'apparente déjà chez Hésiode à l'homme, opposée au bourdon caractérisant la femme. Toutes les autres races de femmes présentent de nombreuses défaillances ; la femme-terre incarne la bêtise, la femme-porc la saleté, la femme-singe la disgrâce la plus extrême, etc, formant à elles toutes une peinture de la femme. La femme-terre est décrite ainsi :

« Les Olympiens ont donné au mari une arriérée mentale. Ni ce qui est mal, ni ce qui est bien, ce genre de femme ne sait rien. Elle possède pour seul talent celui de manger. Et même si la divinité envoie un mauvais hiver, elle frissonne mais elle est incapable de tirer son siège plus près du feu. »

Sémonide s'attaque aussi bien aux femmes qu'aux hommes : la Souda lui attribue plusieurs ennemis et précise qu'il est le premier à utiliser l'iambe pour l'invective. Lucien de Samosate cite par ailleurs l'une de ses victimes, un certain Orodoikides, inconnu par ailleurs. Il ne s'agit sans doute pas d'un personnage réel : chacun des poètes iambiques se voit attribuer une personne cible de toutes les moqueries et les méchancetés par la tradition,.
Sémonide est également un observateur amer de l'existence humaine :

« Il n'est pas de mortel qui n'espère arriver, l'année prochaine, à obtenir richesse et fortune ; mais la vieillesse lamentable le saisit avant qu'il ait atteint son but. D'autres sont anéantis par de funestes maladies. D'autres sont terrassés par Arès… Les uns trouvent la mort sous l'assaut de la tempête… Tandis que d'autres encore, poussés par une dure infortune, se pendent avec un lacet et abandonnent volontairement la lumière du jour. »

Un proverbe qu'il rapporte est également présent chez Démosthène : Abandonner comme une proie de Mysie, proverbe signifiant être la proie du premier venu, en référence à la Mysie qui fut, en l'absence du roi Télèphe, pillée par les peuples voisins.